# Карло II Гонзага-Невер
Вижте пояснителната страница за други личности с името Карло Гонзага.
Карло II Гонзага-Невер (на италиански: Carlo II di Gonzaga-Never,на френски: Charles II de Nevers; * 22 октомври 1609, Кралство Франция; † 30 август 1631, Кавриана, Херцогство Мантуа) от италиано-френския род Гонзага-Невер е херцог на Невер, Ретел, Майен (като Шарл III) и Егийон (1621 – 1631).

## Произход
Той е син на Карло I Гонзага-Невер (1580 – 1637), херцог на Невер, Ретел (1595 – 1637), Мантуа и Монферат, и на Катерина Лотарингска-Майен-Гиз (1585 – 1618), дъщеря на Шарл II Лотарингски, херцог на Майен. Има двама братя и три сестри:
- Франческо (1606 – 1622), наследствен принц на Херцогство Ретел като Франсоа III дьо Ретел, неженен;
- Фердинандо (1610 – 1632), херцог на Майен, неженен;
- Мария Луиза Гонзага-Невер (1611 – 1667), като Лудовика Мария кралица на Полша като съпруга на Владислав IV Васа и на Ян II Кажимеж;
- Бенедета (1607 – 1637), монахиня, игуменка на Авне-Вал-д'Ор;
- Анна Мария (1616 – 1684), чуждестранна принцеса, пфалцграфиня на Зимерн като съпруга на Едуард фон Пфалц.

## Биография
Баща му, след смъртта на Винченцо II Гонзага, последният херцог от главния клон на Гонзага, го жени  в Мантуа на 25 декември 1627 г. за Мария Гонзага, дъщеря на Франческо IV Гонзага. Тя носи със зестрата си правата върху Херцогство Монферат, чиято титла баща му придобива за себе си с намерението по-късно да я прехвърли на Карло II. Въпреки това Чезаре II Гонзага, господар на Гуастала, претендира за титлата на херцог на Мантуа, предизвиквайки Войната за мантуанското наследство, която трае от 1628 до 1631 г.
21-годишният Карло II умира на 14 август 1631 г. в замъка на Кавриана, където се лекува, оставяйки две малки деца. Неговият единствен син Карло III става херцог след смъртта на Карло I през 1637 г. Когато е само на 8 г., майка му Мария е негова регентка. Погребан е в светилището „Санта Мария деле Грацие“ в Грацие – подселище на днешно Куртатоне в покрайнините на Мантуа.
Дъщеря му Елеонора Гонзага-Невер става императрица, като се омъжва за Фердинанд III Хабсбург.

## Брак и потомство
∞ 25 декември 1627 за Мария Гонзага (* 29 юли 1609, † 14 август 1660), дъщеря на херцог Франческо IV Гонзага от Мантуа и Маргарета Савойска, и племенница-наследница на херцог Винченцо II Гонзага, херцог на Мантуа и Монферат, от котяо има син и дъщеря:
- Карло III Гонзага-Невер (* 31 октомври 1629, Мантуа, Херцогство Мантуа; † 14 август 1665, пак там),  херцог на Невер и Ретел (1637 – 1659), като Карло II херцог на Мантуа и на Монферат (1637 – 1665); ∞ 1649 Изабела Клара Австрийска (1629 – 1665), дъщеря на ерцхерцог Леополд V, от която има 1 син;
- Елеонора Магдалена Гонзага-Невер (* 18 ноември 1630, Мантуа; † 6 декември 1686, Виена, Ерцхерцогство Австрия),  чрез брак императрица на Свещената Римска империя (30 април 1651 – 2 април 1657) и кралица на Бохемия и на Унгария; ∞ 30 април 1651 за император Фердинанд III (1608 – 1657), от когото има 1 син и 3 дъщери.